# Comté de Buloke
Le comté de Buloke est une zone d'administration locale située dans le nord-ouest de l'État du Victoria en Australie.
Il doit son nom au nom vernaculaire de l'Allocasuarina luehmannii qui est un arbre abondant dans la région.
Il résulte de la fusion en 1995 des comtés de Wycheproof, Birchip, Charlton, Donald et, partiellement, du comté de Kara Kara.
Le comté comprend les villes de Birchip, Charlton, Donald, Sea Lake et Wycheproof.